# Renzo Rivolta
Renzo Rivolta (5 de septiembre de 1908 - 20 de agosto de 1966) fue un ingeniero italiano, fundador de la empresa fabricante de automóviles Iso Rivolta. 

## Carrera
En 1939 Rivolta fundó 'Isothermos', una exitosa compañía fabricante de unidades de refrigeración. Después de la Segunda Guerra Mundial, su empresa comenzó a producir motonetas y luego motocicletas. En 1950, Isothermos pasó a llamarse Iso Autoveicoli, convirtiéndose en el tercer mayor productor de vehículos de dos ruedas de Italia, detrás de Vespa y Lambretta. Rivolta produjo electrodomésticos y escúteres Iso antes de pasar a la producción de automóviles. En 1952 desarrolló el microcoche Isetta (que describió como "mitad motocicleta y mitad coche") y vendió el coche en Italia. Este modelo se hizo famoso gracias a la producción bajo licencia concedida a BMW.
Posteriormente, la empresa produjo turismos deportivos a partir del Iso Rivolta IR 300, utilizando motores y cajas de cambios Chevrolet 327ci. Rivolta solía decir "Al volante de un automóvil me divierto solo por encima de las 120 mph". Iso entró en las carreras y ganó su categoría en Le Mans en 1965. En la década de 1960, la compañía de Rivolta produjo el Iso Grifo, el Bizzarinni y otros deportivos, todos usando el tren motriz de GM. El Bizzarinni es ahora un modelo muy solicitado, desarrollado por Giotto Bizzarrini, un ex ingeniero de Ferrari que diseñó sus modelos GTO. 

## Vida personal
Rivolta nació en Desio, Italia, el 5 de septiembre de 1908. Tenía una buena educación y podía hablar varios idiomas. Vivía en Bresso, un suburbio de Milán en una mansión que estaba rodeada de jardines y fábricas. Cuando Rivolta murió repentinamente en 1966, su hijo, el Dr. Piero Rivolta Barberi, que tenía solo 25 años en ese momento y también era ingeniero mecánico, se hizo cargo de la empresa.

## Lecturas relacionadas
- Brian Laban. "Rivolta, Renzo", in The World Guide to Automobile Manufacturers. Facts on File Publications, 1987. pp.247-9. ISBN 0816018448.

- Datos: Q327883
- Multimedia: Renzo Rivolta / Q327883